# Nagykőrös
Nagykőrös je město v Maďarsku v župě Pest. Je správním městem stejnojmenného okresu a je nejjižnějším městem župy Pest. V roce 2018 zde žilo 23 605 obyvatel, z nichž je 85,6 % obyvatel maďarské národnosti. Nejbližší města jsou Cegléd, Kecskemét a Lajosmizse.

## Přírodní poměry
Přes město protéká potok Körösi-ér, který je přítokem řeky Tiszy. Samotný Nagykőrös je obklopen rozsáhlými listnatými lesy, které tvoří až 35 % rozlohy katastru města.

## Historie
První písemná zmínka o městě pochází z roku 1266. Tehdy jako vesnice existovalo pod názvem Kalanguerusy (Kalánkőröse). V roce 1307 ve městě pobýval i král Karel Robert. Během turecké okupace Uher bylo uchráněna většího ničení. 
Na počátku 19. století získalo statut města s tržním právem. Roku 1853 sem byla z Pešti zavedena železniční trať, která vedla do uherské metropole přes nedaleký Cegléd.
Roku 1860 zde vypukly krvavé nepokoje proti místní židovské komunitě, které vyvolaly spory ohledně pravidel v obchodu s tabákem. Roku 1897 zde byl otevřen také lihovar, který se později stal jedním z největších potravinářských závodů v oblasti a působil zde přes sto let.

## Kultura a pamětihodnosti
Ve městě se nachází synagoga, muzeum Arany Jánose, katolický kostel sv. Ladislava a reformovaný kostel, který má gotický základ (byť byl vícekrát přestavovaný). 
V centru města leží také kulturní centrum (maďarsky Művelődési Központ). Pozoruhodná je také barokní radnice.

## Doprava
Městem procházejí silnice 441, 4601 a 4613, je zde železniční stanice na trati Cegléd–Kiskunfélegyháza–Segedín. Nádraží se nachází mimo intravilán obce, cca 3 km od jejího středu.